# Timidlav
Timidlav (Catillaria timidula) är en lavart som beskrevs av Theodor 'Thore' Magnus Fries och Almq.. Timidlav ingår i släktet Catillaria, och familjen Catillariaceae. Arten är reproducerande i Sverige.